# Episodi di C'è sempre il sole a Philadelphia (prima stagione)
La prima stagione della sitcom C'è sempre il sole a Philadelphia è stata trasmessa negli Stati Uniti dal 4 agosto 2005 al 13 settembre 2005 su FX.
In Italia la stagione è andata in onda dal 28 settembre 2008 al 19 ottobre 2008 su FX ed ha debuttato in chiaro dal 15 giugno 2010 su Cielo
| nº | Titolo originale                      | Titolo italiano         | Prima TV USA      | Prima TV Italia   |
| -- | ------------------------------------- | ----------------------- | ----------------- | ----------------- |
| 1  | The Gang Gets Racist                  | Pregiudizi              | 4 agosto 2005     | 28 settembre 2008 |
| 2  | Charlie Wants an Abortion             | Una scelta difficile    | 11 agosto 2005    | 28 settembre 2008 |
| 3  | Underage Drinking: A National Concern | Come al liceo           | 16 agosto 2005    | 5 ottobre 2008    |
| 4  | Charlie Has Cancer                    | Una ragazza per Charlie | 23 agosto 2005    | 5 ottobre 2008    |
| 5  | Gun Fever                             | La febbre delle armi    | 30 agosto 2005    | 12 ottobre 2008   |
| 6  | The Gang Finds a Dead Guy             | Nonno in fumo           | 6 settembre 2005  | 12 ottobre 2008   |
| 7  | Charlie Got Molested                  | Abusi sessuali          | 13 settembre 2005 | 19 ottobre 2008   |

## Pregiudizi
- Titolo originale: The Gang Gets Racist
- Diretto da: John Fortenberry
- Scritto da: Charlie Day e Rob McElhenney

## Una scelta difficile
- Titolo originale: Charlie Wants an Abortion
- Diretto da: John Fortenberry
- Scritto da: Charlie Day e Rob McElhenney

## Come al liceo
- Titolo originale: Underage Drinking: A National Concern
- Diretto da: Dan Attias
- Scritto da: Charlie Day e Rob McElhenney (soggetto); Rob McElhenney (sceneggiatura)

## Una ragazza per Charlie
- Titolo originale: Charlie Has Cancer
- Diretto da: Rob McElhenney
- Scritto da: Rob McElhenney

### Trama
Dennis va da Charlie, nel suo appartamento, ma qui lo trova molto depresso: Charlie gli rivela di avere il cancro. Charlie fa promettere all'amico di non dire nulla alla gang, tuttavia Dennis lo rivela comunque e Mac e Dennis, dispiaciuti per lui, decidono di trovargli una donna che vada a letto con lui. Mentre flirta con le poche donne al bar, Mac incontra una donna di nome Carmen, che Dennis rivela essere in realtà un transessuale. Nonostante ciò i due continuano a flirtare e decidono di incontrarsi nuovamente. Infine Charlie rivela di non avere il cancro, e di aver mentito soltanto per ottenere un appuntamento con la cameriera, cosa che effettivamente avviene, ma solo perché Mac e Dennis l'avevano pagata 250 dollari per farlo. Intanto Mac, dopo aver dato accidentalmente un pugno in faccia a Carmen, viene inseguito da due persone al bar che scambiano il gesto per una violenza.

## La febbre delle armi
- Titolo originale: Gun Fever
- Diretto da: Dan Attias
- Scritto da: Glenn Howerton e Rob McElhenney (soggetto); Glenn Howerton (sceneggiatura)

## Nonno in fumo
- Titolo originale: The Gang Finds a Dead Guy
- Diretto da: Dan Attias
- Scritto da: Charlie Day, Glenn Howerton e Rob McElhenney (soggetto); Rob McElhenney (sceneggiatura)

## Abusi sessuali
- Titolo originale: Charlie Got Molested
- Diretto da: John Fortenberry
- Scritto da: Charlie Day e Rob McElhenney (soggetto); Rob McElhenney (sceneggiatura)